# André Marie Constant Duméril
André Marie Constant Duméril (Amiens, 1 de enero de 1774-Paris, 14 de agosto de 1860) fue un zoólogo y naturalista francés.
Profesor de anatomía en el Muséum National d'Histoire Naturelle de 1801 a 1812, cuando se hizo profesor de herpetología e ictiología. Su hijo Auguste Duméril fue también zoólogo.

## Biografía
André Marie Constant Duméril fue doctor muy joven, a los 19 años, en el preboste de anatomía en la escuela Médica de Ruan. En 1800, dejó París y colaboró en el bosquejado de las lecciones de la anatomía comparadas de Georges Cuvier.
Reemplazó a Cuvier en la Escuela Central del Panteón de París junto a su colega, Alexandre Brongniart. En 1801, dio los cursos en la escuela Médica de París. Bajo la Restauración, fue elegido miembro de la Academia de Ciencias Francesa y tuvo éxito, en 1803 sucedió a Lacépède que estaba ocupado en sus oficinas políticas como profesor de herpetología e ictiología del Muséum d'histoire naturelle. Pero Duméril recibió este puesto en 1825, después de la muerte de Lacépède, sólo oficialmente.
Publicó Zoologie analytique en 1806. Esto cubrió todo el reino animal y muestra las relaciones entre los géneros pero no las especies.
En 1832, Gabriel Bibron 1806-1848, quién se hizo su ayudante, tiene la tarea de describir las especies para una versión extendida de Zoologie analytique mientras Nicolaus Michael Oppel (1782-1820) lo ayudaba con una revisión de la sistemática.
Después de la muerte intempestiva de Bibron, Auguste Duméril, hijo de André, lo reemplazó. Pero la muerte de Bibron demoró, durante diez años, la publicación del nuevo trabajo. En 1851, los dos Dumérils, padre e hijo, publicaron Catalogue méthodique de la collection des reptiles (aunque el hijo, Auguste Duméril era al parecer el verdadero autor) y en 1853, André Duméril solo, publicó Prodrome de la classification des reptiles ophidiens. Este último libro propone una clasificación de todas las serpientes en siete volúmenes.
Duméril descubrió una colección de peces en el ático de la casa de Georges-Louis Leclerc de Buffon describiendo estas especies que habían sido coleccionada por Philibert Commerson casi 70 años antes.
Publicó un trabajo muy importante, l’Erpétologie général ou Histoire naturelle complète des reptiles (nueve volúmenes, 1834-1854). En él, se describen 1393 especies en detalle y se especifica su anatomía, fisiología y bibliografía. Debe notarse sin embargo que Duméril mantuvo los Anfibios entre los reptiles a pesar del trabajo de Alejandro Brongniart o Pierre André Latreille o los descubrimientos anatómicos de Karl Ernst von Baer (1792-1876) o de Johannes Peter Müller (1801-1858).
Estaba interesado durante su vida en los insectos y publicó varias memorias de entomología. Su trabajo entomológico principal es Entomologie analytique (1860, 2 vol.). Con su hijo Auguste Duméril creó los primeros vivarium para reptiles del Jardin des Plantes. Duméril siempre consideró las observaciones en la conducta animal de importancia taxonómica.
Después de 1853, empezó a ceder su posición a su hijo y se retiró completamente en 1857. Fue hecho Comendador de la Legión de Honor dos meses antes de su muerte.

## Abreviatura (zoología)
La abreviatura Duméril  se emplea para indicar a André Marie Constant Duméril como autoridad en la descripción y taxonomía en zoología.

## Honores

### Eponimia
- Platynereis dumerili, Audouin & H. Milne-Edwards, 1834
- Seriola dumerili, Risso, 1810
- Callopora dumerilii, Audouin & in de Savigny, 1826
- Rocinela dumerilii, Lucas, 1849
- Sphaeroma dumerilii, Leach, 1818
- Cantherines dumerilii, Hollard

## Algunas publicaciones
- Zoologie analytique, Paris 1806
- Traité élémentaire d'histoire naturelle, (4. Aufl., Paris 1830)
- Ichthyologie analytique (1856)
- Erpétologie générale (1835-50, 9 Bde., kun Gabriel Bibron)
- Erpétologie analytique (1860, 2 Bde., die erste systematische Beschreibung aller bekannten Reptilien)